# Caecilia nigricans
Caecilia nigricans е вид земноводно от семейство Caeciliidae. Видът не е застрашен от изчезване.

## Разпространение
Разпространен е в Еквадор, Колумбия и Панама.